# Guía atea de la Navidad

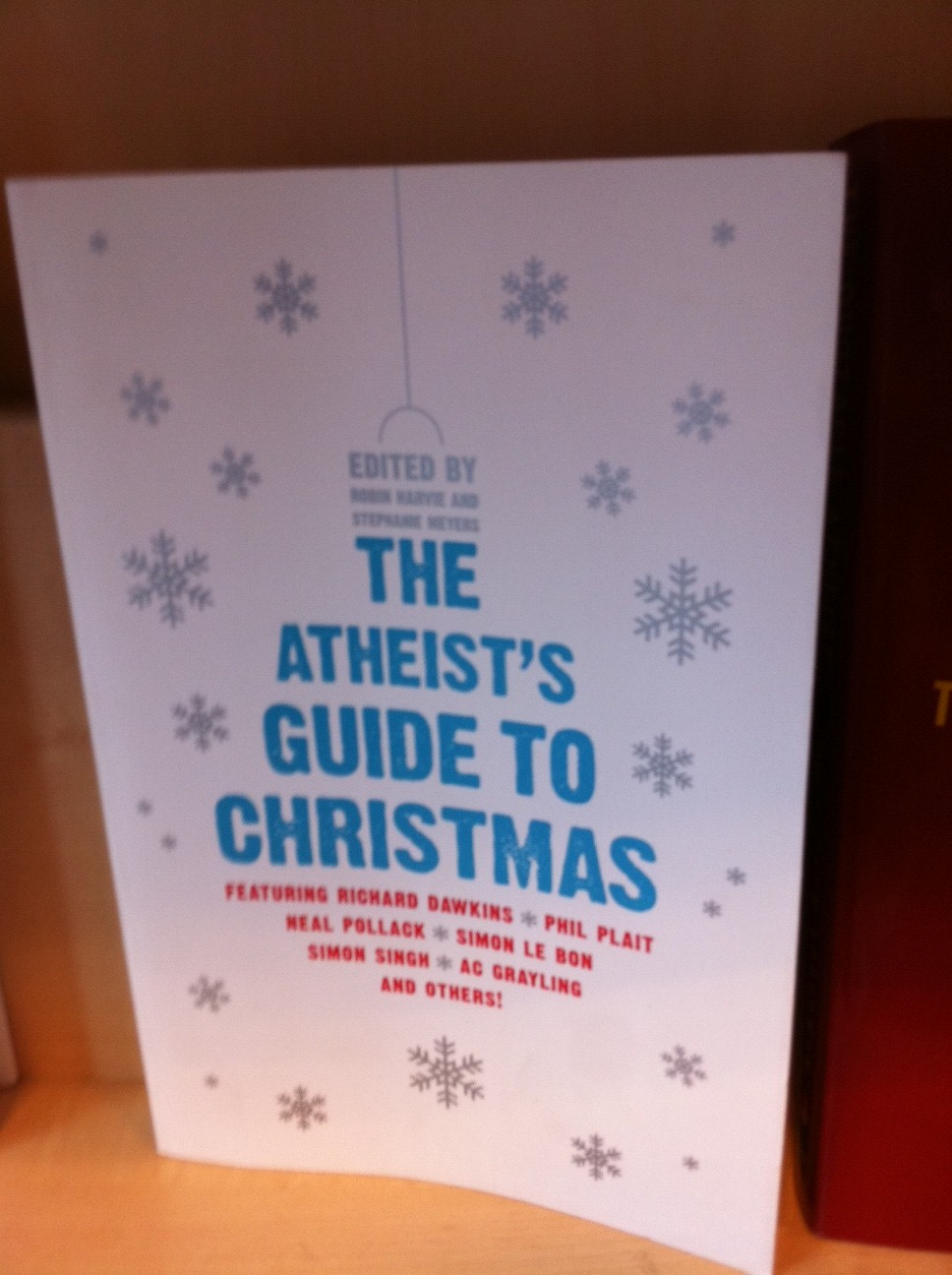

La Guía atea de la Navidad es un libro de 2009 escrito por cuarenta y dos celebridades ateas, científicos, escritores, humoristas, etc que dan consejos variados y divertidos para disfrutar de la temporada de Navidad.
Este libro fue best-seller en Amazon tras su lanzamiento. Es el primer libro ateo con campaña de ayuda, ya que los beneficios de su venta se donan a la Asociación inglesa de lucha contra el VIH "Terrence Higgins Trust".
Algunas de las personas que participan en el libro son: Richard Dawkins, Charlie Brooker, Derren Brown, Ben Goldacre, Jenny Colgan, David Baddiel, Simon Singh, AC Grayling, Jennifer McCreight, Brian Cox (físico), Nick Doody, Ed Byrne, Matt Kirshen, Richard Herring, Emery Emery y Simon Le Bon. En la versión audiolibro los autores leen sus contribuciones al libro. El número de autores es 42 en memoria de Douglas Adams - amigo de Dawkins y ateo.